# Vieille synagogue de Pińczów
La vieille synagogue de Pińczów, est une ancienne synagogue située au 8 rue Klasztorna à Pińczów (voïvodie de Sainte-Croix, Pologne), au centre de l'ancien quartier juif au sud de Mirow.
C'est l'une des plus anciennes synagogues actuellement en Pologne et la plus ancienne où toutes les pièces sont regroupées dans un seul corps de bâtiment recouvert d'un toit commun.

## Historique
La synagogue est construite entre 1594 et 1609 avec l'autorisation du margrave Zygmunt Gonzag Myszkowski, grand maréchal de la couronne. La synagogue a été probablement conçue par l'architecte Santi Gucci, originaire de Florence. En 1636, Ladislas Joseph Myszkowski publie une charte autorisant la restauration de la synagogue.
Pendant la Seconde Guerre mondiale, l'intérieur de la synagogue est saccagé par les nazis qui pillent ou détruisent la totalité du mobilier. Par la suite, la synagogue est utilisée comme garage et comme entrepôt et les 100 rouleaux de la Torah, assemblés pendant les siècles d'existence de la synagogue et dont certains étaient de véritables pièces historiques, disparaissent. En 1944, des bombardements aériens accroissent les dégâts. Après la guerre des travaux de rénovation sont effectués et en 1947, le toit est reconstruit. Sous le régime communisme, le bâtiment va, dans un premier temps, abriter un magasin d'engrais et de matériaux de construction.

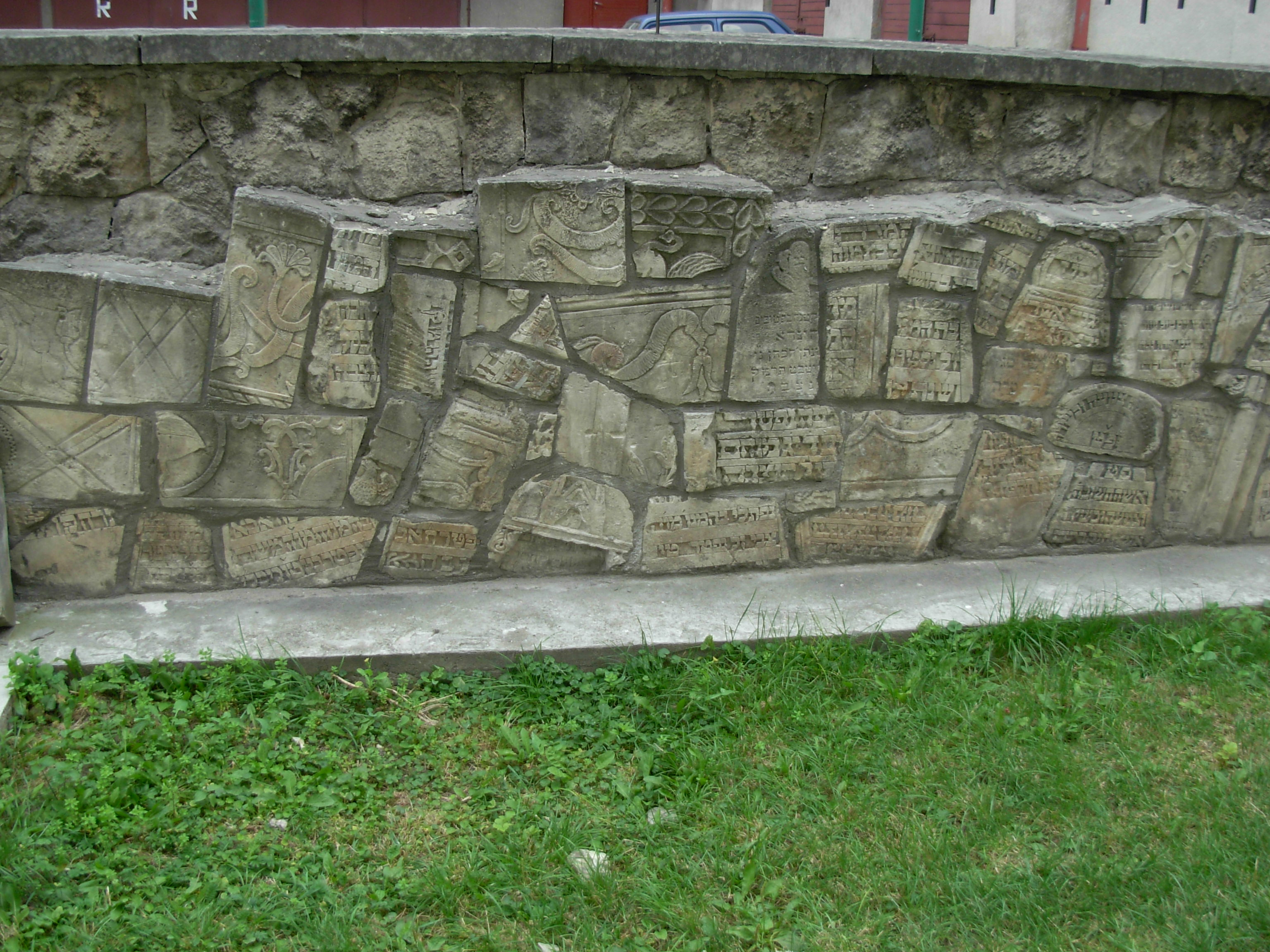
Le mur formé de pierres tombales

Puis dans les années 1970, la municipalité décide de transformer le bâtiment en musée du XXe siècle de la région Ponidzie. Des travaux de protection sont alors exécutés en urgence pour assurer sa conservation. La synagogue est entourée d'un mur où depuis 1990 sont incorporées d'anciennes pierres tombales récupérées de maison en démolition. Ce mur sert actuellement de mémorial pour les Juifs de Pińczów massacrés pendant la Shoah.
Dans les années 1980, avec l'aide financière du Fonds central pour le développement de la culture, le drainage et le séchage des murs sont réalisés, les fenêtres sont remplacées et le sol remis à niveau. Des peintures polychromes sont rénovées dans le vestibule. L'arche sainte qui avait été transférée de 1989 à 1995 à l'université Nicolas-Copernic de Toruń pour restauration, est restituée gracieusement et replacée dans la synagogue en 1997.
Les travaux de réhabilitation de l'intérieur du bâtiment vont s'achever entre 1996 et 2000, avec l'installation de l'électricité et de l'eau, la pose d'un parquet dans le hall principal avec indication de l'endroit où se situait la bimah, la découverte et la protection des inscriptions et des décorations peintes sur les murs du vestibule. En 2001, les chevrons de la charpente sont remplacés et la couverture du toit refaite. Les travaux extérieurs se terminent par l'isolation des murs et le crépi extérieur et par l'éclairage extérieur de la synagogue.
En 2002, la restauration minutieuse des décors peints et des portails Renaissance du vestibule est effectuée  avec les crédits alloués par le World monuments fund (WMF - Fonds mondial pour les monuments) de New York, le Jewish Heritage Program et la Fondation Ronald Lauder. Le coût de la restauration de la synagogue pour 2001-2002, s'est élevé à 360 000 złotys.
Du 16 au 18 juin 2006, l'Union des communautés juives de Pologne célèbre pour la première fois depuis la Première Guerre mondiale un chabbat dans la synagogue avec l'aide de la Fondation pour la préservation du patrimoine juif, et du maire de la ville Łukasz Łaganowski. L'organisateur du chabbat est Michael Tralson.
Actuellement, le bâtiment de la synagogue héberge le musée régional de Pinczow, qui présente une exposition permanente de Judaica et des photographies de Jan Górecki. Parmi les objets exposés les plus remarquables, des rouleaux de Torah du XIXe siècle incomplets, sans les livres 1, 2 et 3, collés entre eux sur une largeur de 52 cm et une longueur de 20,5 mètres. Ils ont été pendant de nombreuses années scellés dans un mur, et n'ont été découverts que lors du démontage de l'Arche Sainte.
Depuis sa réouverture, la synagogue a été visitée par de nombreuses personnalités aussi bien polonaises, telles que le primat de Pologne, Józef Glemp ou le premier ministre Tadeusz Mazowiecki, que du monde entier.
La synagogue a été inscrite au registre national des monuments historiques sous la référence 360, le 21 juin 1967.

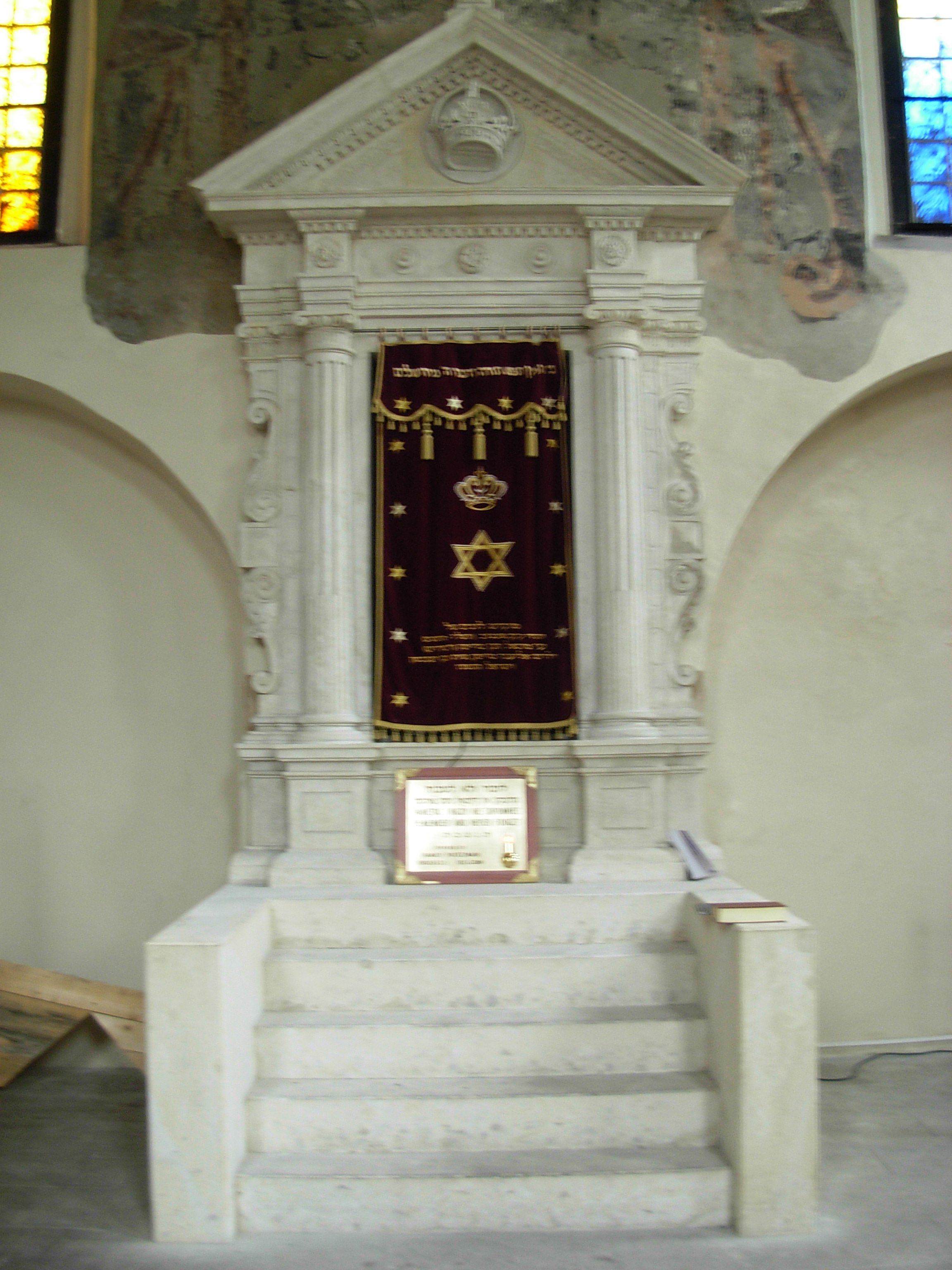
L'Arche Sainte

## Architecture

### L'extérieur de la synagogue
La synagogue est construite en briques et pierres, selon un plan rectangulaire dans le style renaissance tardive. C'est la première synagogue érigée en Pologne où le hall de prière, le vestibule, la galerie pour les femmes et les autres pièces annexes ont été construites simultanément et se trouvent situés dans un seul et unique corps de bâtiment.
Le bâtiment a la forme d'un parallélépipède, orienté nord-sud, surmonté d'un attique simple, sans décoration, cachant un toit papillon. Des gargouilles traversant l'attique permettent l'évacuation des eaux pluviales. Les murs extérieurs de la synagogue sont enduits et étayés par de massifs contreforts. Adjacent au corps principal se trouve un petit vestibule couvert d'un toit à deux versants.

### La salle de prière
À l'intérieur, la salle de prière principale est située dans la partie sud du bâtiment, et est orientée d'ouest en est. Elle a la forme d'un rectangle de dimensions 10,7 mètres par 9,5 mètres, avec un plafond à voûtes en berceau séparées par un réseau de lunettes et de nervures en stuc. La voûte a été repeinte en bleu d'après les fragments de peinture restants. Le sol de la salle se trouve à environ 50 centimètres en dessous de celui du hall d'entrée, lui-même en dessous de celui du vestibule, ce qui fait que le niveau de la salle de prière se situe en dessous du niveau de la rue, engendrant de sérieux problèmes d'humidité. Toutes les pièces communiquent entre elles avec des marches.
Dans la salle de prière, certaines voûtes ont conservé des fragments de peintures murales polychromes de la seconde moitié du XVIIIe siècle, considérées comme faisant partie des plus vieilles de Pologne. Les principaux motifs représentent des plantes ou des animaux soit réels soit légendaires, tels que des licornes, des griffons, des paons ou des aigles. Sur les murs, on peut distinguer des restes d'inscriptions hébraïques et de polychromie.
Dans les lunettes et les murs fermant les voûtes, se trouvent de grandes fenêtres à arc plein-cintre, et dans la partie inférieure des murs, des niches à arcade. Dans une de ces niches, sur le mur sud, a été placée la porte reliant le hall d'entrée à la salle de prière qui faisait initialement partie du portail d'origine en pierre.

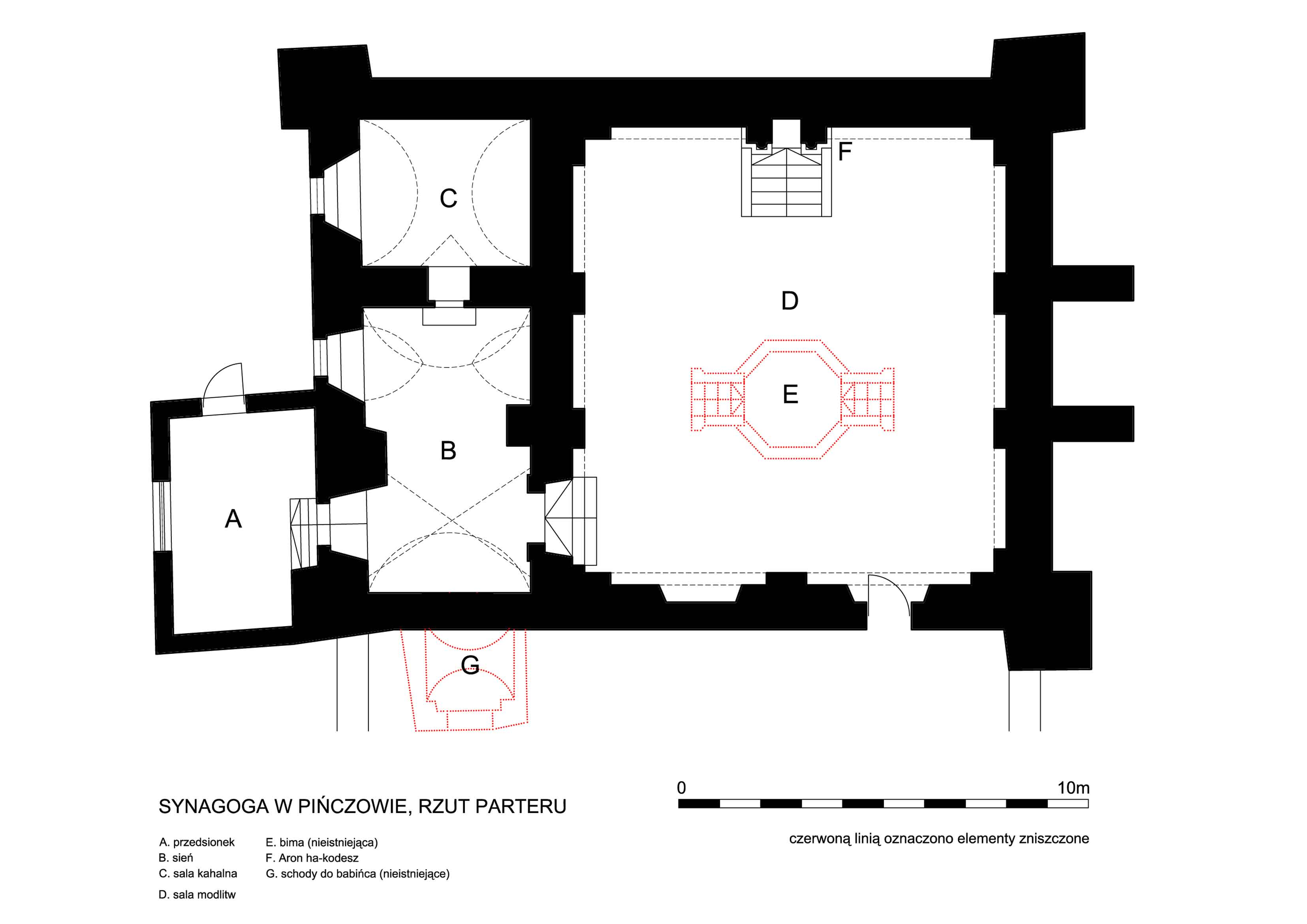
Plan du rez-de-chaussée: A: vestibule; B: hall d'entrée; C: salle communautaire; D: salle de prière; E: emplacement de la Bimah; F: l'arche sainte.

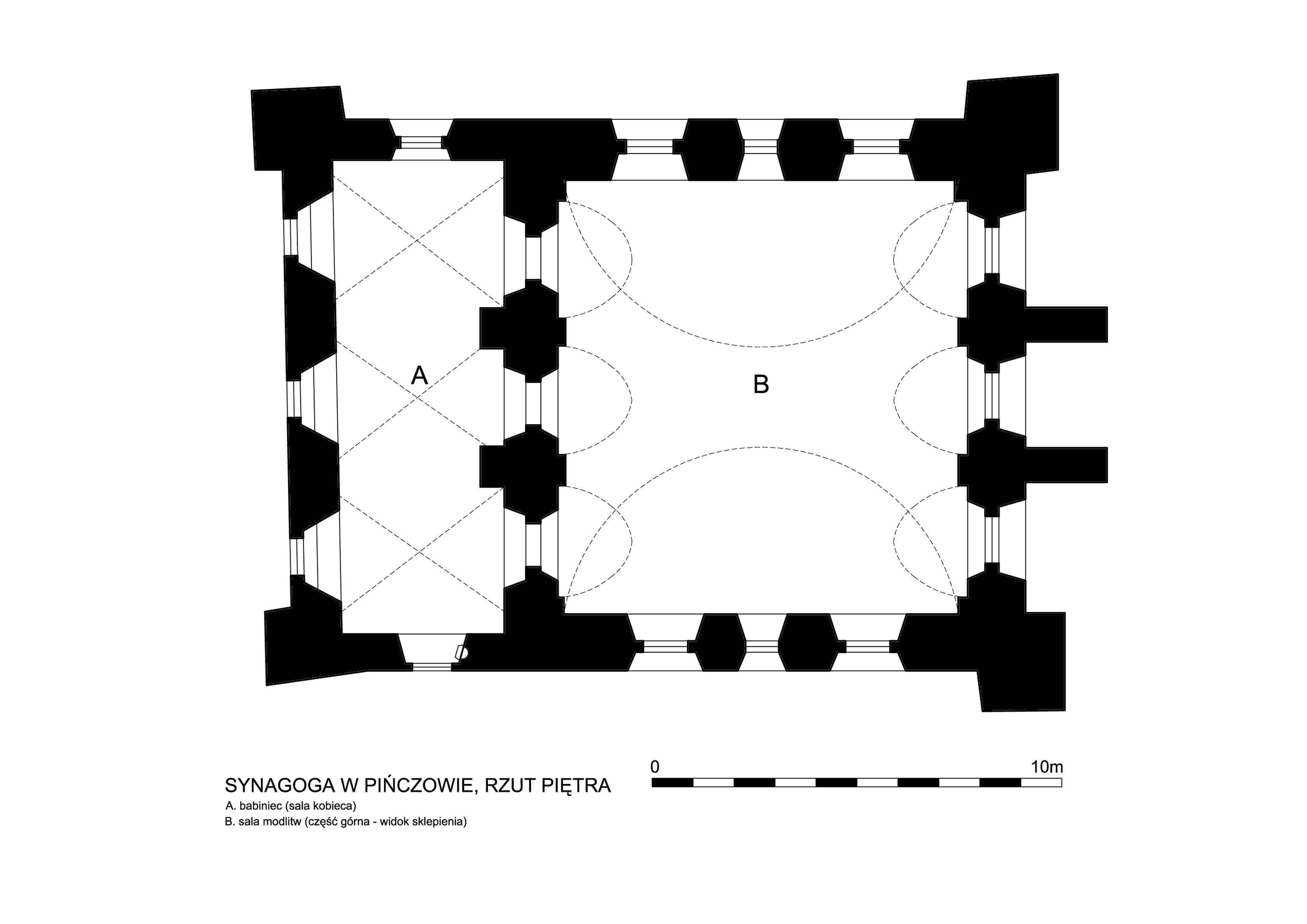
Plan du premier étage: A: salle réservée aux femmes; B: salle de prière.

Sur le mur est, encastrée dans la pierre, se trouve une arche sainte du XVIIe siècle, de style maniériste, similaire à celle qui se trouvait dans l'ancienne synagogue de la Rose d'Or à Lviv (Ukraine). L'encadrement de l'arche est en calcaire de Pińczów, avec des pilastres ioniques de chaque côté supportant le tympan où est sculptée en son centre la couronne de la Torah avec l'inscription en hébreu: "Couronne de la Torah" et  sur les côtés en relief: "Par moi les rois règnent".
À côté de l'arche, se trouvaient à l'origine une chaire en pierre pour le hazzan (chantre) et un banc en chêne réservé aux membres les plus éminents de la communauté juive.
La bimah (autel) aujourd'hui disparue, de style Renaissance et de forme octogonale avec deux entrées, était fixée au sol au centre de la salle. Des inscriptions en hébreu couraient sur la balustrade qui l'entourait. Un grand chandelier (menorah) décoré de nombreuses couronnes et d'aigles éclairait l'ensemble.
La synagogue possédait de nombreux objets de culte en argent, des chandeliers, des remonim (couronnes de Torah), des parokhet (rideau) brodés de fils d'or et d'argent ainsi que d'autres œuvres d'art. Tous ces objets ont disparu pendant la Seconde Guerre mondiale.

### Le hall d'entrée
Le hall d'entrée de la synagogue possède une voute en berceau et des lunettes ornées de peintures polychromes du XVIIIe siècle, attribuées au peintre juif Yehuda Leib. Celles-ci représentent des animaux, des légumes, des vases avec des fleurs entrelacées, des corbeilles de fruits, des couronnes et des inscriptions en hébreu dans des cartouches.
Une boite en pierre décorée pour les dons et un lavabo pour se laver les mains ont été préservés.

### Pièce communautaire et pièce réservée aux femmes
Une pièce communautaire, adjacente côté est au hall d'entrée et de forme carrée, conserve également des fragments de peintures murales. Parmi celles-ci, des inscriptions concernant la justice.
La pièce réservée aux femmes, située au-dessus du hall d'entrée ainsi que la pièce communautaire, possèdent une voûte d'arêtes. La pièce des femmes est percée de trois fenêtres étroites donnant sur le hall de prière, permettant aux femmes de suivre les offices. À l'origine, les femmes accédaient à leur pièce par un escalier externe en bois, remplacé au milieu du XIXe siècle par un escalier en pierres.

## Galerie

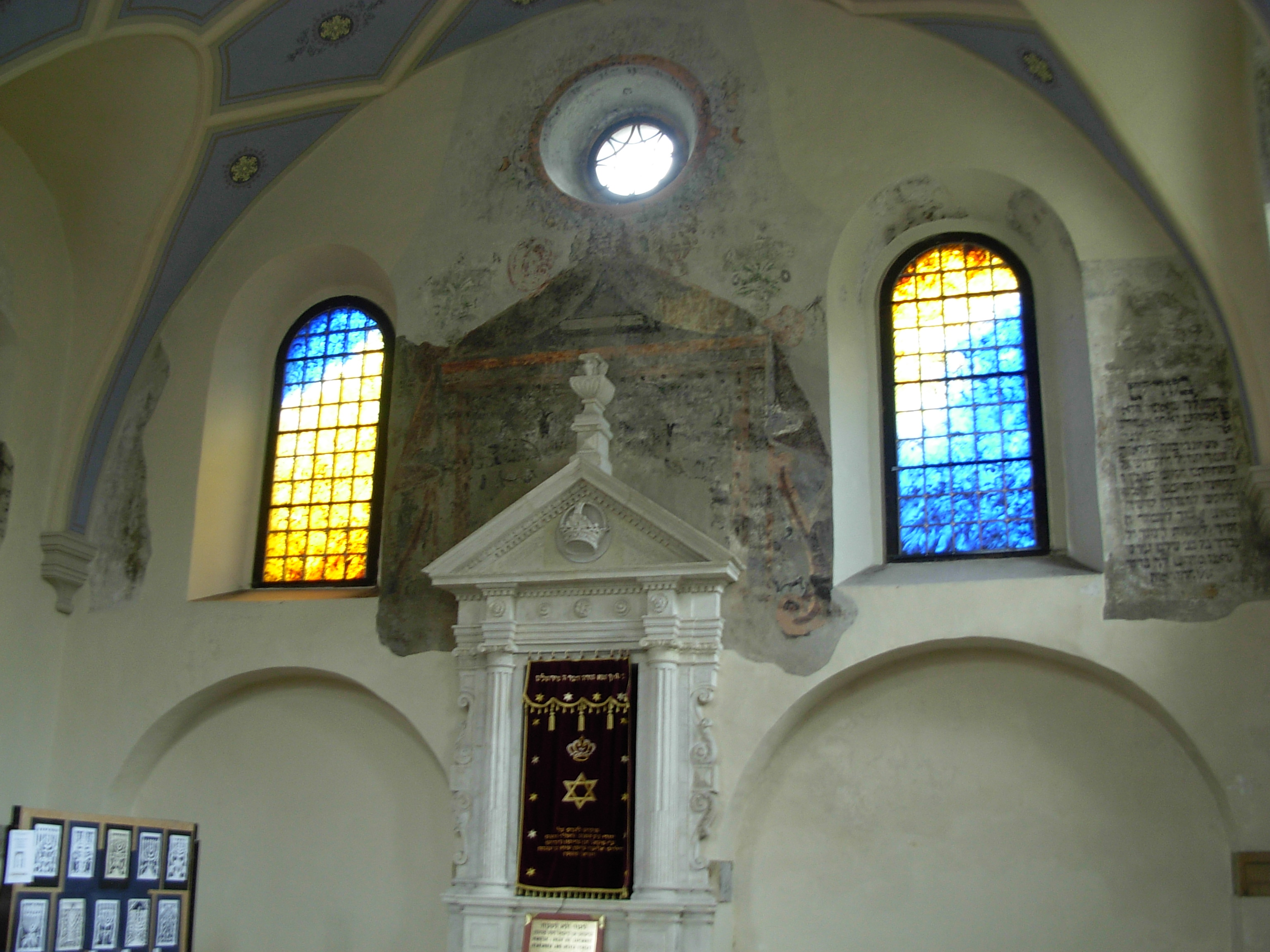
Salle de prière
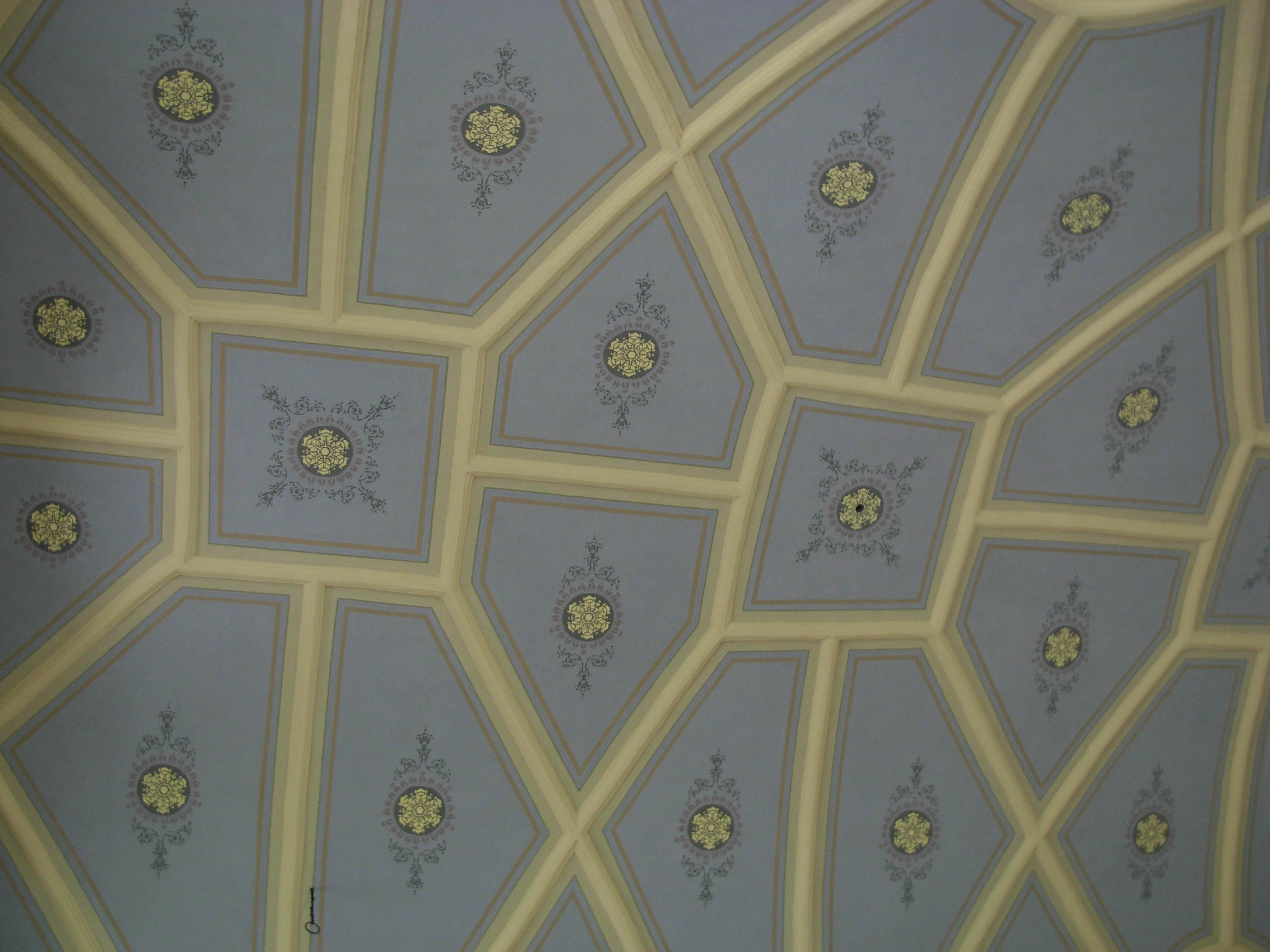
Voûte de la salle de prière
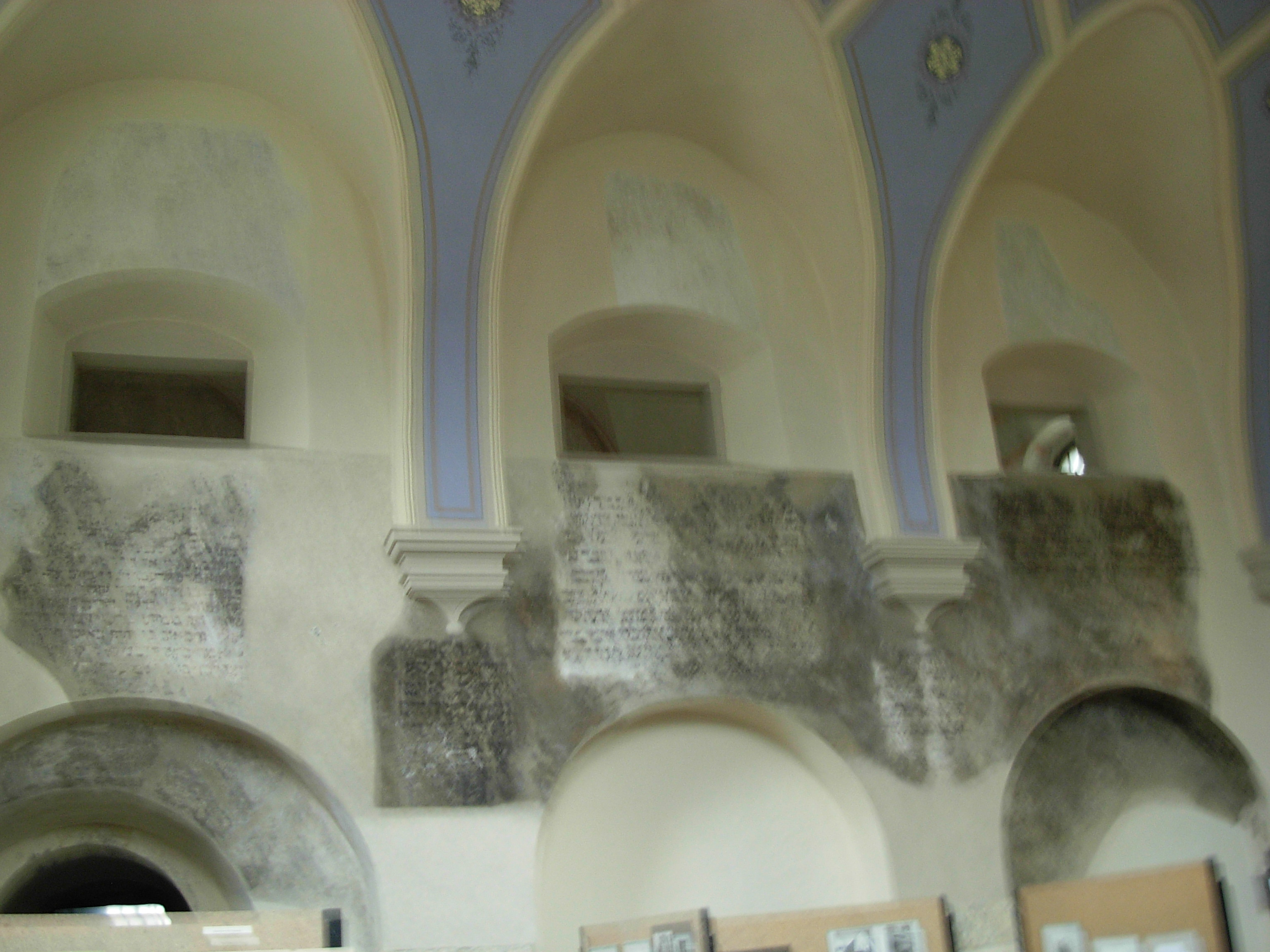
Fenêtres donnant sur la salle réservée aux femmes.
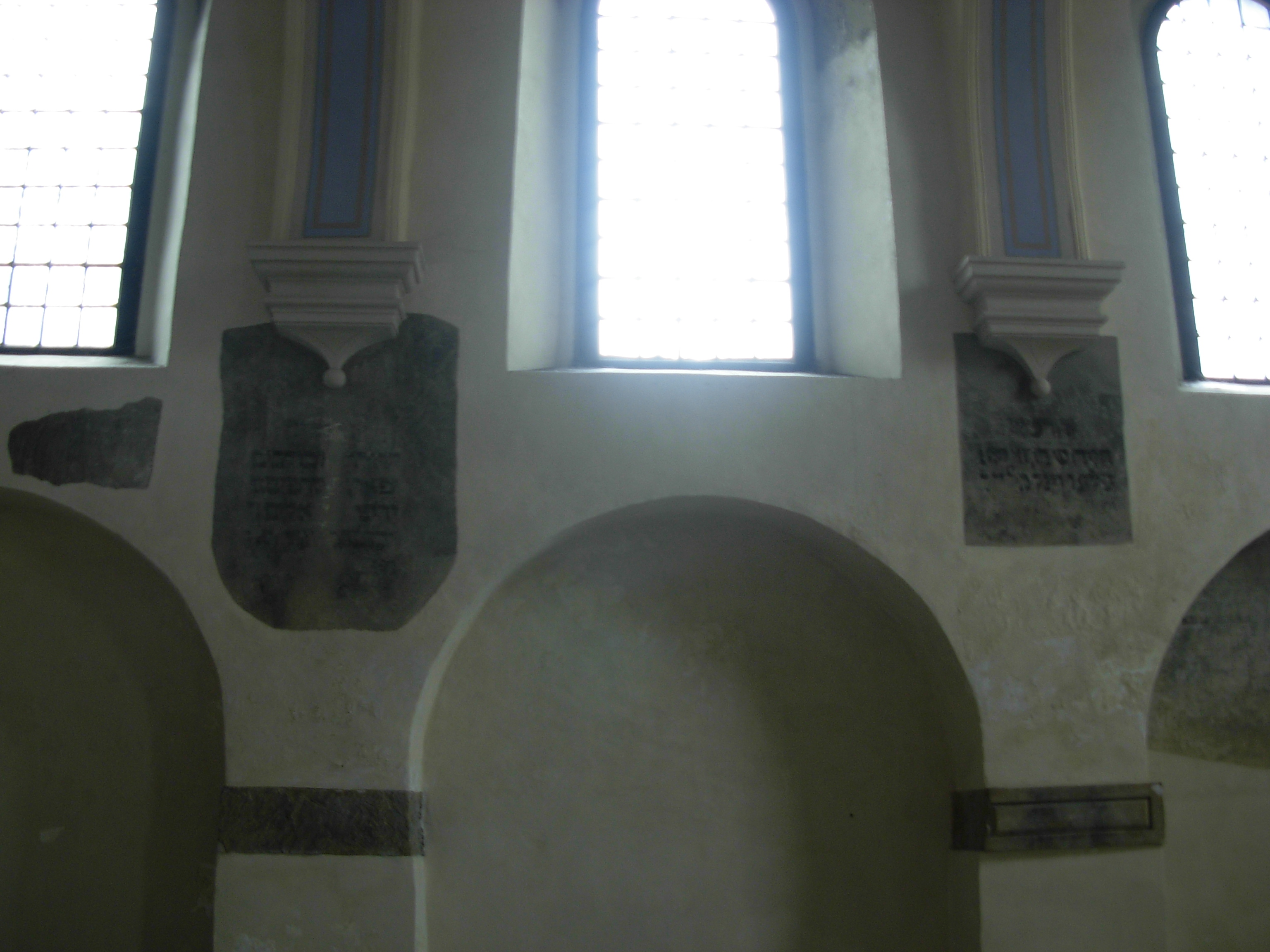
Peintures de la salle de prière
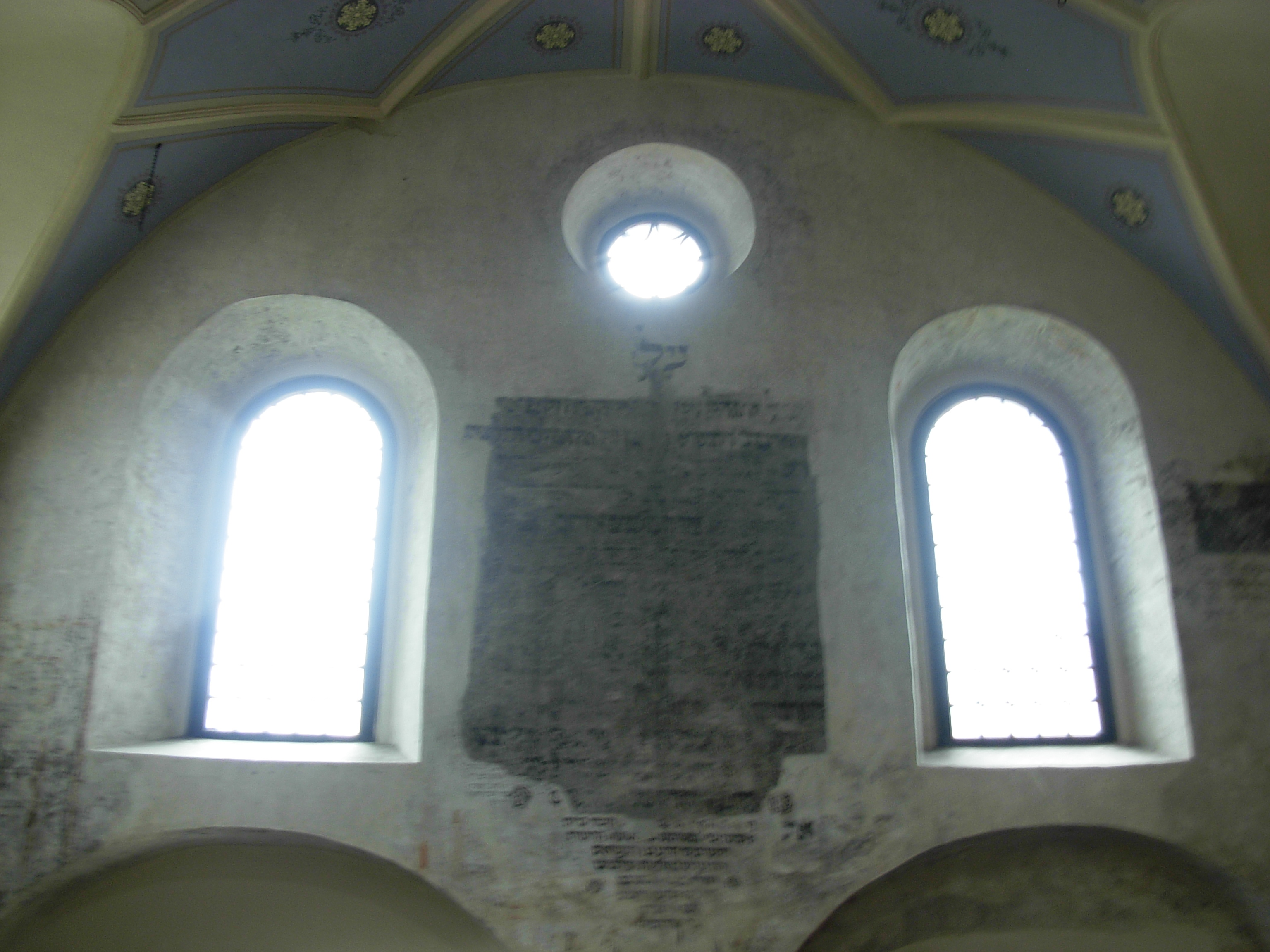
Peintures de la salle de prière
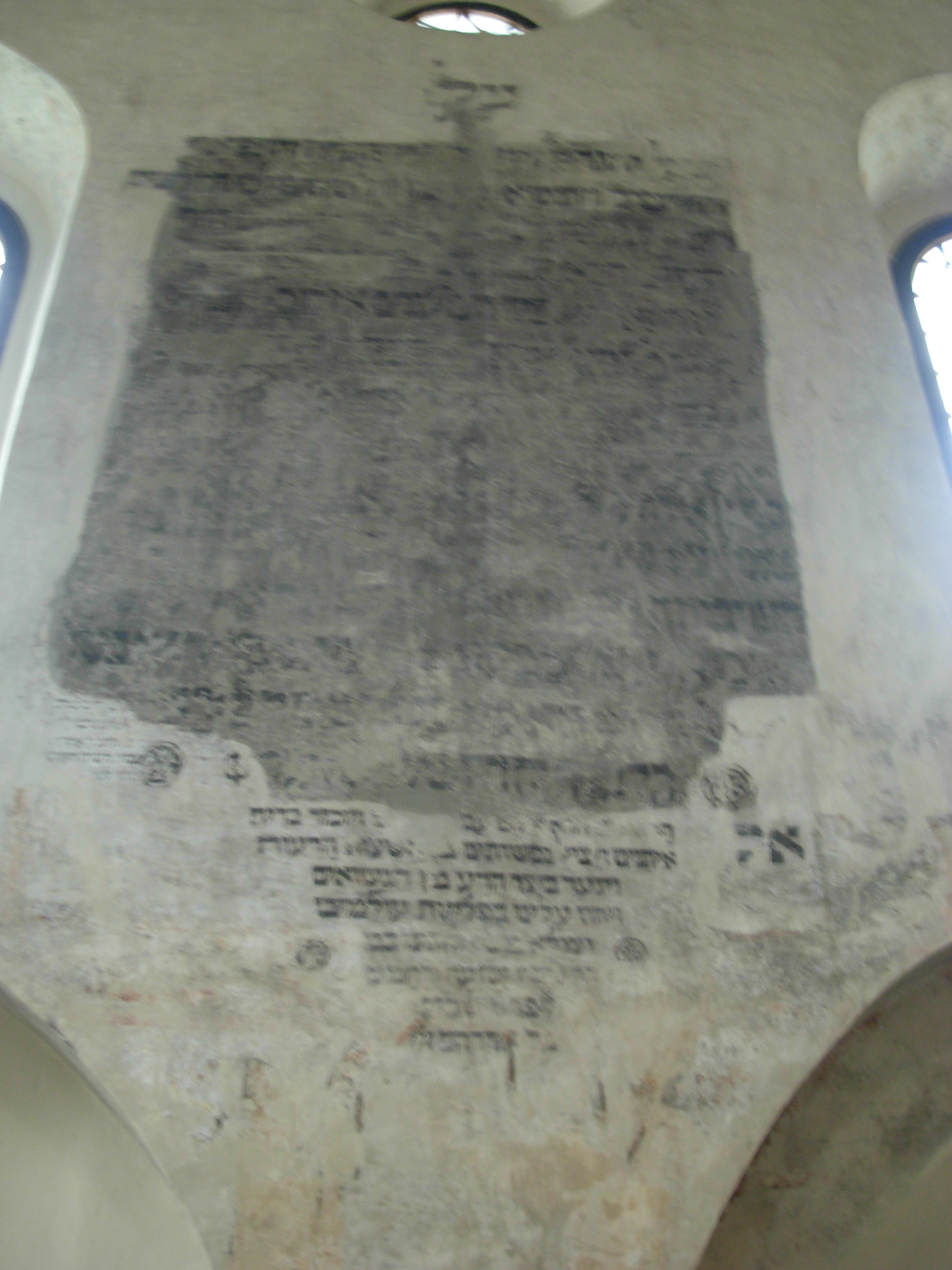
Polychromie dans la salle de prière
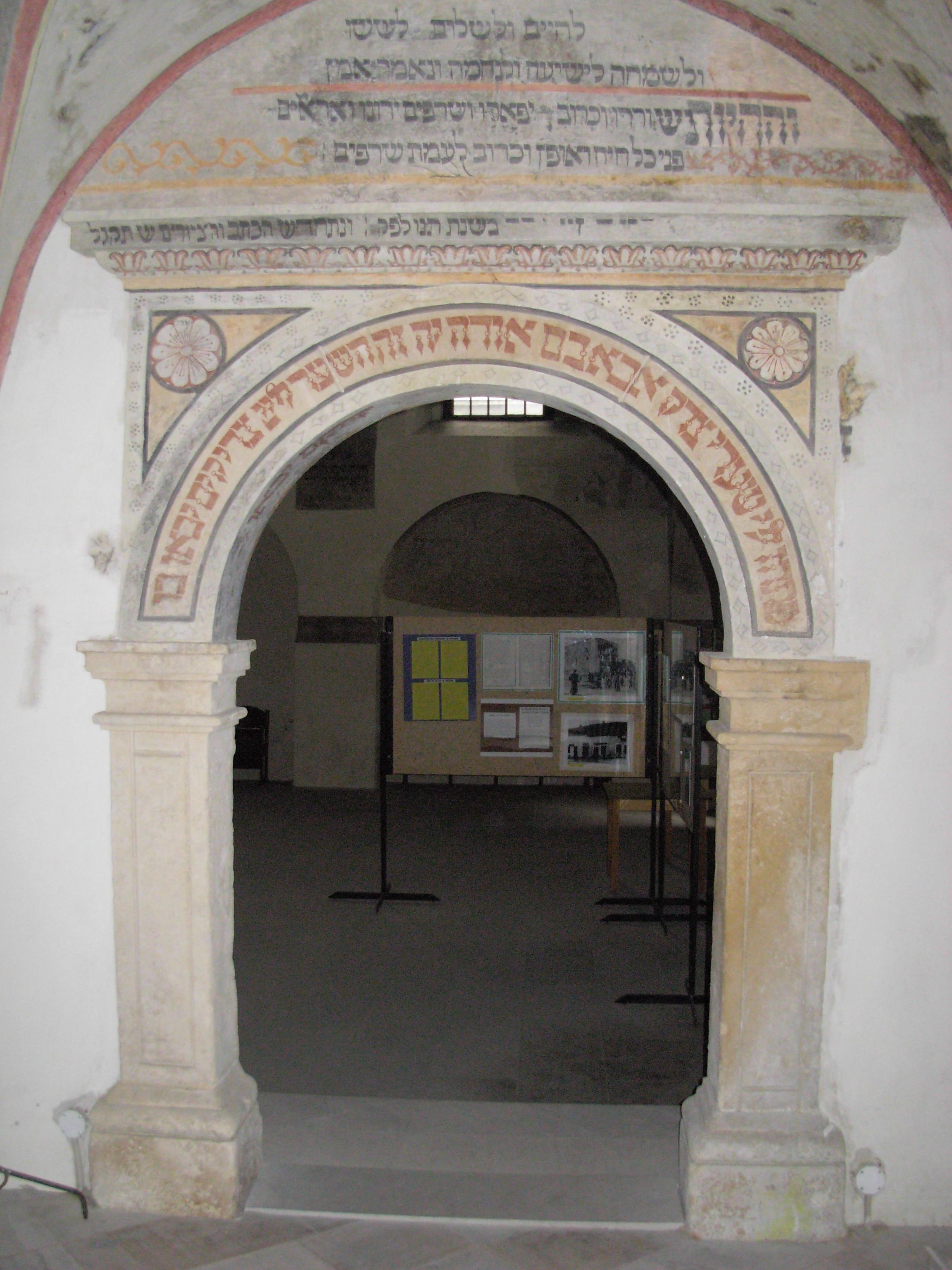
Portail
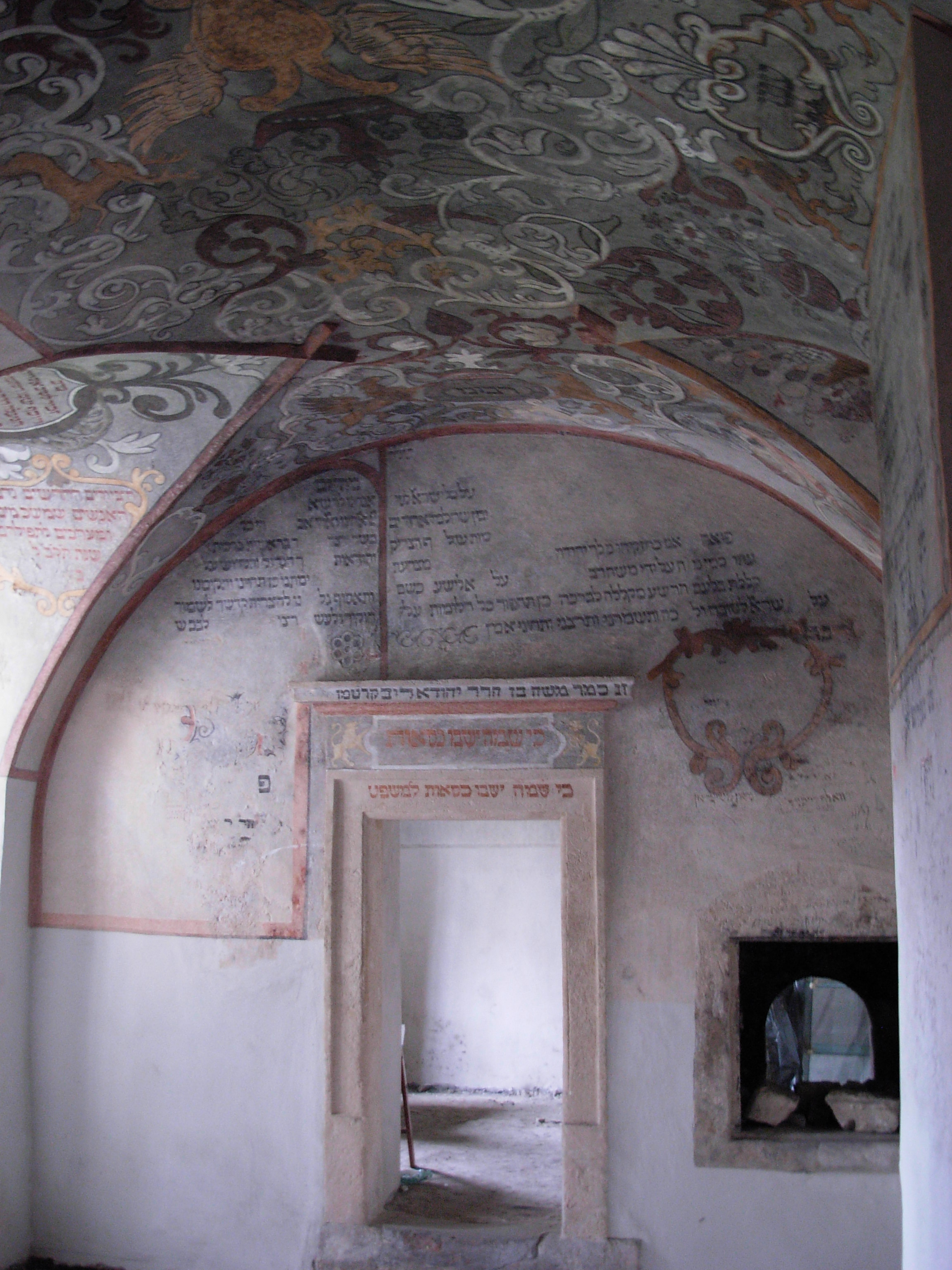
Hall d'entrée
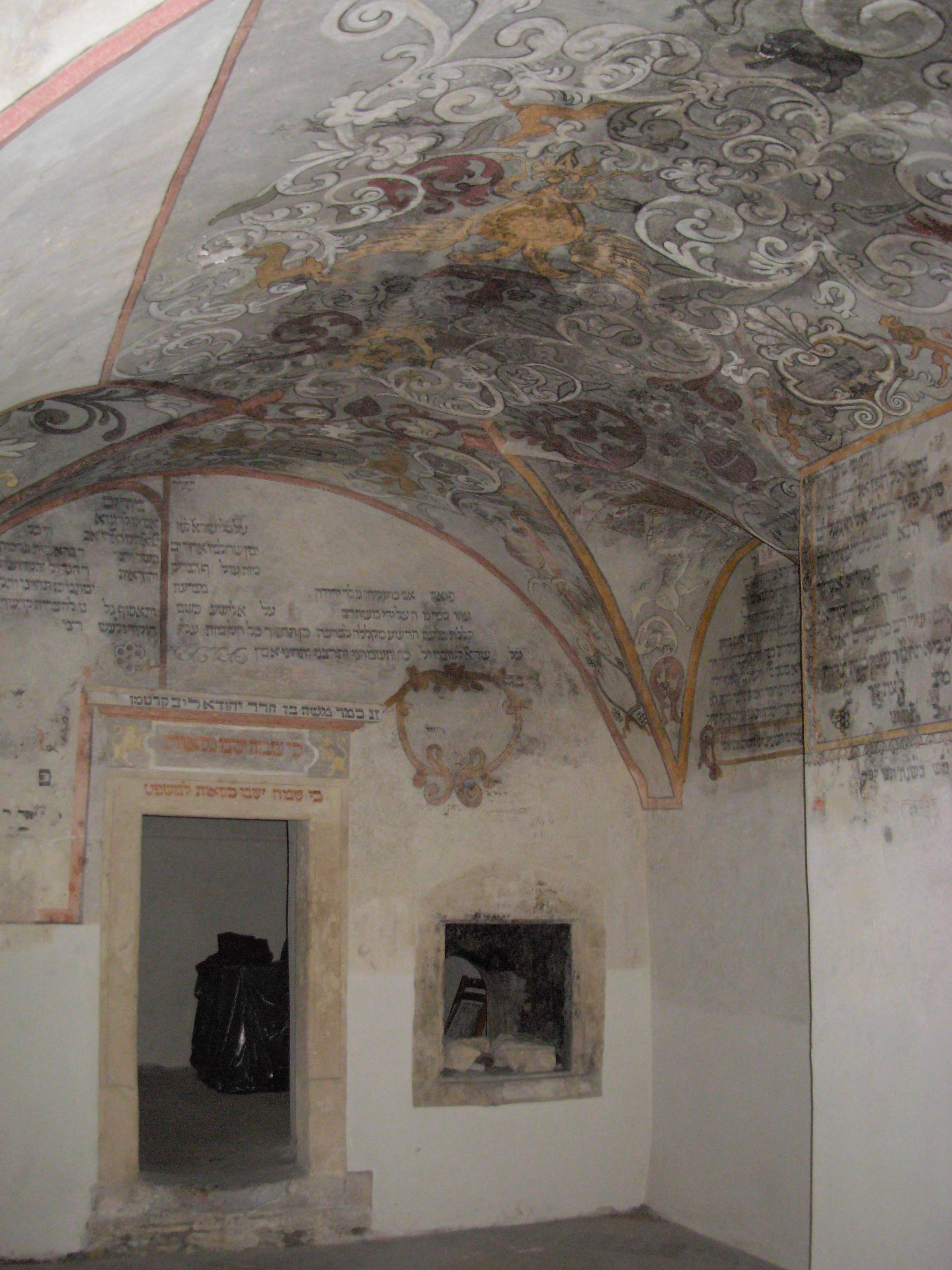
Hall d'entrée
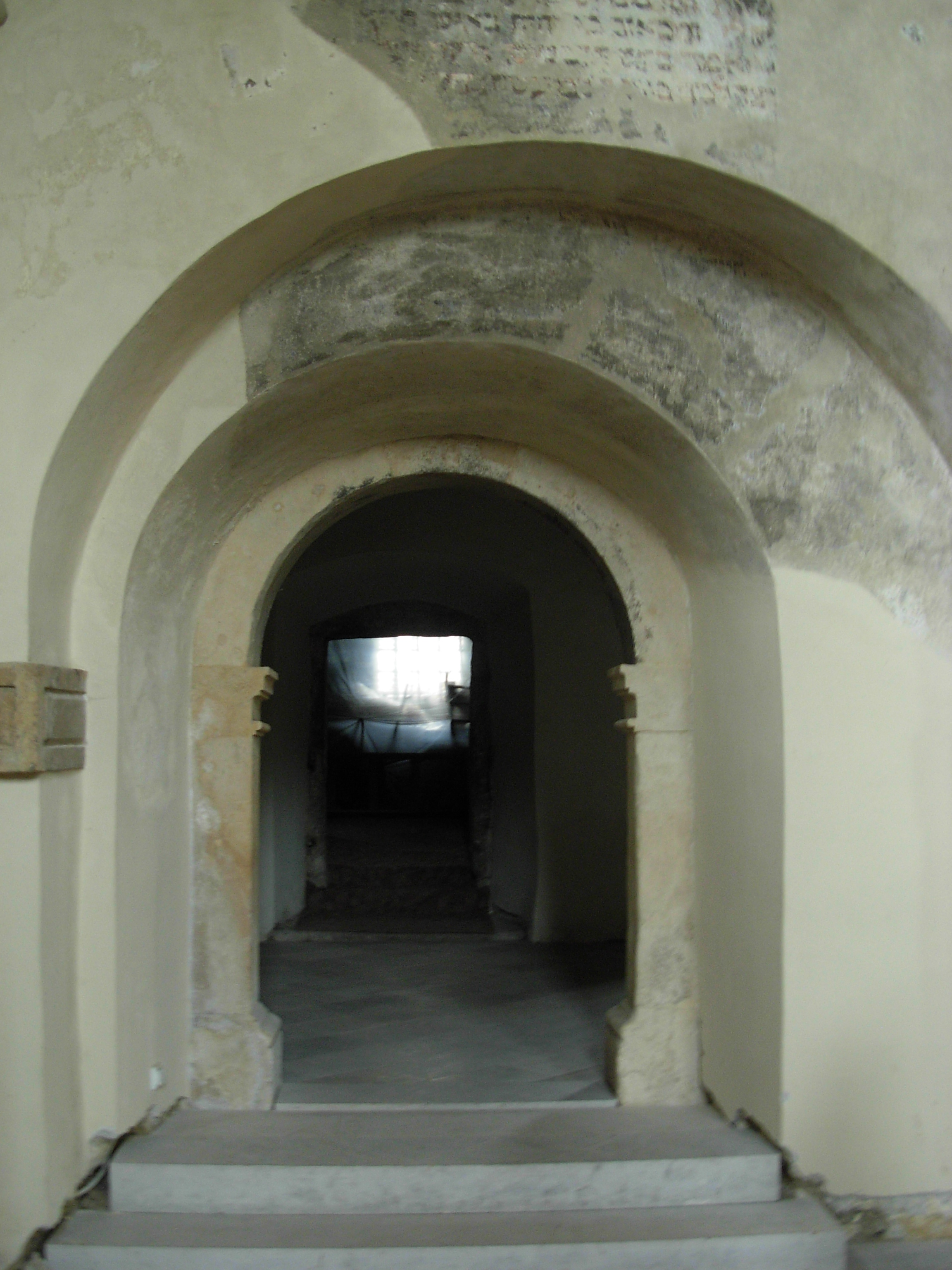
L'entrée dans le hall d'entrée